# Alans Siņeļņikovs
Alans Siņeļņikovs (* 14. Mai 1990 in Riga) ist ein lettischer Fußballspieler. Der Mittelfeldspieler spielt derzeit bei Baník Ostrava in der tschechischen Gambrinus Liga.

## Karriere
Alans Siņeļņikovs begann seine Karriere in seiner Heimatstadt Riga in der Jugendabteilung von Skonto Riga, der als Olimps Riga am Spielbetrieb teilnahm. Bei Olimps spielte er bis zum Jahr 2007 in den Jugendmannschaften, bevor Siņeļņikovs während der Spielzeit 2007 als Profi debütierte. Zu Beginn der Saison 2009 wechselte der auf verschiedenen Positionen einsetzbare Siņeļņikovs zurück zu Skonto Riga. Mit dem lettischen Rekordmeister konnte er sich den Meistertitel 2010 sichern. Für Lettland spielte Siņeļņikovs seit 2012 zehnmal.

## Erfolge
- Lettischer Meister: 2010
- Baltic League: 2010/11